# Agnieszka Garbowska
Agnieszka Garbowska (ur. 7 lipca 2002) – polska piłkarka nożna występująca na pozycji napastnika.

## Kariera klubowa

### Sportis KKP Bydgoszcz
W Ekstralidze zadebiutowała grając w barwach Sportis KKP Bydgoszcz.

### Pogoń Szczecin
W lipcu 2023 roku podpisała kontrakt z kobiecą drużyną Pogoni Szczecin. W barwach Pogoni zadebiutowała w sezonie 2023/2024 19 sierpnia w wygranym meczu z UJ Kraków. Razem z Pogonią Szczecin, w czerwcu 2024, zdobyła mistrzostwo 22. kolejki Orlen Ekstraligi. Grając w 21 spotkaniach zdobyła 2 bramki.